# Bön

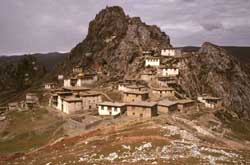
Bön-Kloster Khyungpori Tsedruk in Nord-Tibet (AGT)

Der Bön (tibetisch བོན། Bon – „Wahrheit“, „Wirklichkeit“, „wahre Lehre“), genannt auch Bön-Religion und Bon-Religion, war vor der Etablierung des Buddhismus als Staatsreligion im 8. Jahrhundert die vorherrschende Religion der Tibeter. Verbreitet ist er heute in Tibet, in anderen Teilen der Volksrepublik China, in Nepal und in Bhutan. Der Bön ist eine animistisch-polytheistische Religion mit starken schamanistischen Eigenschaften. Ahnenkult und eine ausgeprägte Beerdigungs- und Gedenkkultur sind ebenfalls wichtige Aspekte des Bön.
Später beeinflussten sich der Bön und der Buddhismus gegenseitig (→ Synkretismus), wobei aus dem Bön rituelle und schamanistische Elemente oder Bön-Gottheiten in den Buddhismus gelangten und umgekehrt aus dem Buddhismus Aspekte wie die Vorstellung einer Reinkarnation oder des Karma vom Bön übernommen wurden.
1977 wurde der Bön von der tibetischen Exilregierung und vom Dalai Lama offiziell als fünfte spirituelle Schule des Tibetischen Buddhismus anerkannt.
2006 wurde das Yundrung-Bön Zentrum Shenten Dargyé Ling in Frankreich als Kloster einer eigenständigen Glaubensgemeinschaft vom Staat anerkannt.

## Geschichte

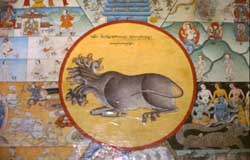
Teil eines Bön-Lebensrades

Die erneuerte Bön-Religion geht der Legende nach auf den mythischen Tönpa (Meister) und Buddha Shenrab Miwoche aus dem Land Tagzig zurück und soll frühere Tieropfer durch symbolische Opferungen abgelöst haben.
Später breitete sich der erneuerte-Bön aus und war Staatsreligion in Zhang-Zhung das den heiligen Berg Kailash umgab. Der zentraltibetische König Songtsen Gampo eroberte im 7. Jahrhundert (vermutlich 634) das Land und beendete mit der Tötung des Königs Ligmincha (Ligmirya) dessen Dynastie.
Unter König Trisong Detsen (ab 755) wurde der Bön zunehmend vom Buddhismus verdrängt und verfolgt. Unter König Langdarma (Regierungszeit 836–842) besserte sich die Lage der Bönpa (Anhänger des Bön) vorübergehend. Nach seiner Ermordung zerfiel das tibetische Königreich. Durch die weitere Verfolgung wurden die Bönpa in die Randbereiche des tibetischen Kulturraumes abgedrängt wie Amdo im Nordosten sowie Dolpo in Nepal.
Mit dem Beginn der so genannten „neuen Übersetzungstradition“ (Sarma) des Buddhismus im 11. Jahrhundert reorganisierten sich sowohl die buddhistische Nyingma-Tradition als auch der Bön auf der Grundlage wieder aufgefundener Lehrtexte (Terma) aus der Zeit der Verfolgung und Wirren. Es wurde ein systematisches Lehrgebäude geschaffen und es verbreitete sich die Ordination von Mönchen und Nonnen.
1405 wurde das Kloster Menri von Bön-Lama Nyammed Sherab Gyeitshen gegründet. Dieses und das später gegründete Kloster Yungdrung Ling wurden Hauptzentren des Bön.
Nach dem Einmarsch der chinesischen Armee Mitte des 20. Jahrhunderts wurden sowohl der Bön als auch der Buddhismus streng verfolgt, besonders während der chinesischen Kulturrevolution (1966–76). Kein tibetisches Kloster hat die Wirren dieser Zeit unbeschädigt überstanden. Das Bön-Kloster Menri wurde in Dolanji im indischen Exil neu gegründet.
1977 erkannte der Dalai Lama Bön als fünfte spirituelle Schule Tibets an. Dem tibetischen Exilparlament gehören seitdem zwei Vertreter des Bön an, wie für die anderen vier Hauptschulen des tibetischen Buddhismus.
Heute gibt es in Tibet und China über 264 aktive Bön-Tempel beziehungsweise Klöster.

## Verbreitung
Abgesehen vom wiederaufgebauten Menri-Kloster in Dolanji im indischen Exil ist der Bön in Tibet und in Nepal noch lebendig. In Ost-Tibet ist Bön weiter verbreitet, vereinzelte Kommunen gibt es auch in West- und Zentraltibet sowie unter Nomaden. Seit den 1980er Jahren wurden in Tibet einige Bön-Klöster wieder aufgebaut und von Mönchen besiedelt, so Yungdrung Ling. Des Weiteren ist die Religion des Primi-Volkes in Yunnan eng mit dem tibetischen Bön verwandt.

## Formen
In der Geschichte des Bön treten drei unterscheidbare Formen auf, die noch praktiziert werden. Die älteste ist eine vorbuddhistische animistisch-schamanistische Religion, auch alter Bön oder schwarzer Bön genannt. Die zweite Form ist der Yungdrung-Bön, auch ewiger oder glückverheißender Bön genannt, der auf den Buddha Shenrab Miwoche zurückgehen soll. Der neue Bön beruht auf wiederaufgefundenen Texten (Terma).

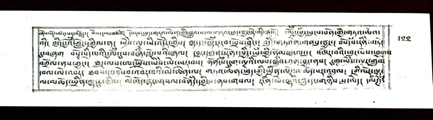
Bön-Schrift

### Alter Bön/Schwarzer Bön
Die animistischen Ursprünge stammen aus vorbuddhistischer Zeit und enthalten schamanistische Rituale und Glaubensformen, die sich vom neuen Bön stark unterscheiden. Die Gelugpa setzten Bön-Zauberer (Nagspa) ein, um Dämonen abzuwehren, und auch die Praktiken des tibetischen Staatsorakels stammen aus der alten Tradition.
Während spätere Bön-Formen die buddhistischen Vorstellungen von Karma und Reinkarnation übernahmen, waren und sind im alten Bön Begräbnisriten zentral, und es gab komplexe Begleitrituale beim Tod des Königs, eines hochgestellten Adligen oder eines Ministers, um diese auf ein gutes Leben im Jenseits vorzubereiten.
Die Bön-Religion hat ein eigenes Pantheon von Göttern, Geistern, Dämonen und anderen Wesen. Die Ritualthemen sind Zauberei, Tranceerlebnisse, Opfer an die Götter, Wahrsagerei, Reisen in die Unterwelt, Wetterzauber, medialer Kontakt zu Geistern und die Abwehr von Dämonen.
Der originale Bön ähnelt somit anderen animistischen Religionen wie dem japanischen Shintō, dem altaischen Animismus oder dem chinesischen Schamanismus.

### Ewiger Bön/Yungdrung-Bön

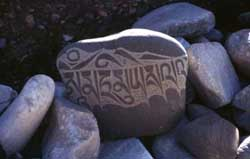
Bön-Mani-Stein mit dem Mantra Om ma tri mu ye sa le du.

Yungdrung Bön (Swastika-Bön), auch Ewiger Bön genannt, geht auf den mythischen Lehrmeister und Buddha (Tönpa) Shenrab Miwoche zurück. Historische Vertreter der Yungdrung-Bön-Tradition sind die Meister Tapihritsa und Drenpa Namkha.
Die Lehren dieser Schule umfassen mehr als 200 Werke. Darunter finden sich auch Schriften zu Philosophie, Heilkunde, Metaphysik und Kosmologie. Die philosophischen Grundlagen stehen dem Buddhismus nahe, so die Lehren über Karma (das Gesetz von Ursache und Wirkung) und Mitgefühl. Die Gottheiten des Alten Bön wurden als Meditations-Gottheiten (Yidam-Gottheiten) oder als Beschützer der Lehre eingebunden und umgekehrt wurden Gottheiten und Dämonen des Bön von den buddhistischen Nyingmapa übernommen.

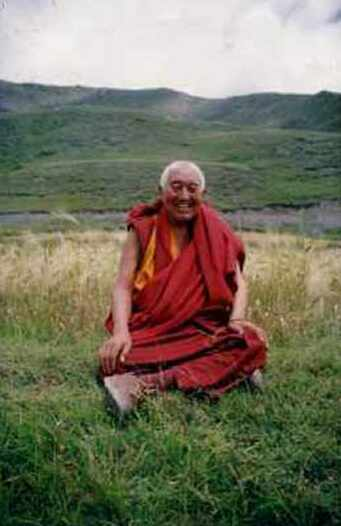
Tenzin Namdak, Abt eines Bön-Klosters in Nepal

Die Hauptlehren des Yungdrung-Bön sind die „Neun Wege“, andere Unterteilungen nennen „Vier Pforten und eine Schatzkammer“ oder die „Äußeren, Inneren und Geheimen Unterweisungen“. Letztgenannte sind Sutra, Tantra und Dzogchen, ähnlich derer der Nyingma-Schule. Es gibt Hinweise, dass Dzogchen, die Lehren über die „Große Vollkommenheit“, bereits vor dem Buddhismus in Zhang Zhung existierten. Die Dzogchen-Lehren der Nyingma gehen im Unterschied dazu auf Garab Dorje aus dem Land Oddiyana zurück.
Unter den Lehren finden sich auch die Belehrungen des „Zhang Zhung Nyan Gyud“, die "mündlichen Unterweisungen von Zhang Zhung", die ältesten Überlieferungen eines Dzogchen-Meditationssystems der Bön.
Vertreter des Yungdrung-Bön, die im Westen lehren, war Lopön Tenzin Namdak Rinpoche und ist sein Schüler Tenzin Wangyal Rinpoche.

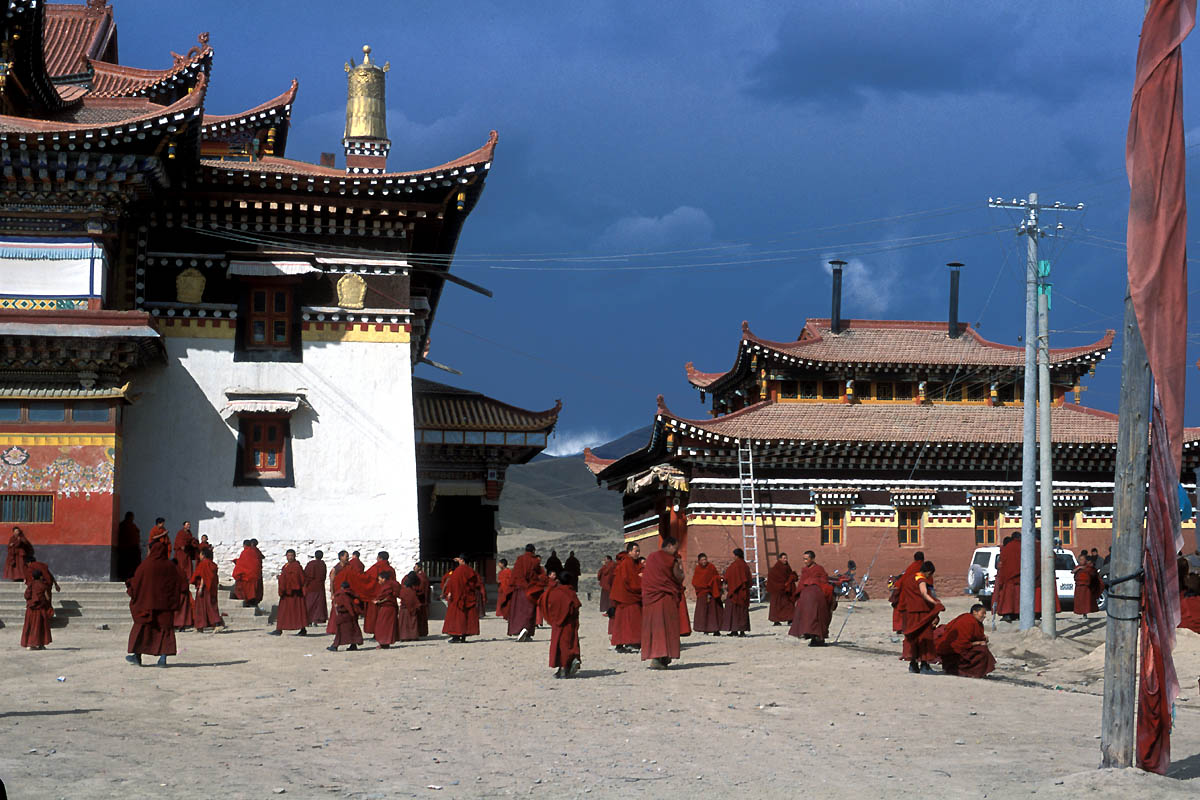
Nangshig-Kloster in der Region Amdo

### Neuer Bön
Der neue Bön, auch reformierter Bön genannt, steht systematisch zwischen Yungdrung-Bön und der buddhistischen Nyingma-Tradition. Er entwickelte sich ab dem 14. Jahrhundert aus einer Synthese von Lehrelementen des Yungdrung-Bön und Elementen der Nyingma, vor allem durch das wechselseitige Auffinden von Termas der Bön- und der Nyingmatradition. Ein Vertreter des neuen Bön war Bönzhig Yungdrung Lingpa, als Nyingma-Tertön auch unter dem Namen Dorje Lingpa (1346–1405) bekannt.
Die Rituale ähneln buddhistischen, wobei die rituelle Umkreisung gegenläufig ist. Die angerufenen Gottheiten, Ikonographien, Mythen und Mantren sind bönspezifisch. Auch unterscheidet sich die Ausbildung eines Bön-Mönches nicht von der buddhistischer Mönche, beispielsweise kann ein Geshe-Grad durch Studium von Logik und Philosophie erworben werden und das Ziel der Praxis, Dzogchen, unterscheidet sich nicht allzu sehr vom buddhistischen Dzogchen, in der Liturgie wird Padmasambhava angerufen und den Altar schmückt häufig auch ein Bild des Dalai Lama.

## Lehren
Die Lehren des Bön basieren auf umfangreichen Schriften (Kanjur und Tanjur) die verschieden gegliedert werden. Eine der Gliederungen ist jene in die "Neun Wege" des Bön, die in groben Zügen den neun Fahrzeugen der Nyingma-Tradition entsprechen. Die Grundsätze der Lehre sind dieselben wie im auf Buddha Shakyamuni zurückgehenden Buddhismus, der nach Bön-Auffassung in einem früheren Leben Schüler von Tönpa Shenrab Miwo war. Trotz dieser Nähe zum Buddhismus hat der Bön jedoch auch noch eigene Lehren, Rituale, Mythen und Götter, so dass er als eigenständige Religion gilt.
Die neun Wege des Bön sind folgend eingeteilt:
1. Weg des Priesters der Voraussage: Wahrsagekunst, Astrologie, Ritualistik und Medizin.
2. Weg des Priesters des Visuellen: Methoden zur Befriedung der Götter und Dämonen des Diesseits.
3. Weg des Priesters der Illusion: Methoden zur Beherrschung von Feinden.
4. Weg des Priesters der Existenz: Methoden zur Erlösung und Fragen über den Zeitraum zwischen Tod und Wiedergeburt.
5. Weg der tugendhaften Anhänger: Gläubige, die tugendhaft handeln, nach Vervollkommnung streben und Stupas bauen und verehren.
6. Weg der Asketen: Asketische Disziplinen, teilweise buddhistisch, teilweise unbuddhistisch.
7. Weg des reinen Schalls: Praxis des höheren Tantras, Theorien über Verwandlung durch Mandalas.
8. Weg des urzeitlichen Priesters: Ausüben der Praxis von Mandalas durch Anfertigung, Meditation und Verwirklichung von überrationalen Zuständen der Vollkommenheit.
9. Die höchste Vollendung (Dzogchen)

Andere Einteilungen sprechen von vier Pforten und einer Schatzkammer oder von fünf Schatzkammern.
Die neun Wege betreffen unterschiedliche Priestergruppen, die unterschiedliche Aufgaben wahrnahmen. Das Schrifttum des Bön reicht weit zurück und die Einteilungen in Kategorien von Zauber sind eine buddhisierte Form des Schrifttums. In älteren Schriften wird manchmal von anderen Kategorien gesprochen, wie z. B. Himmelsbön oder Begräbnisbön, so dass unterschiedliche Priestergruppen wohl schon unterschiedliche Aufgaben im ursprünglichen Bön wahrgenommen hatten.

## Meditation und Dzogchen
Meditationssysteme sind im neuen Bön in drei Formen unterteilt:
1. Das wichtigste der Meditationssysteme stellt das Zhang Zhung Snyan grud dar, das auf einen Meister aus Zhang Zhung bis ins 8. Jahrhundert zurückgehen soll.
2. A khrid soll auf einen Eremiten des frühen 11. Jahrhunderts zurückgehen. Diese Meditation ist in Perioden aufgeteilt, die ein bis zwei Wochen dauern. Anfänglich gab es 80 Perioden, später nur noch 15.
3. Anfang des 11. Jahrhunderts fand man Texte, die Dzogchen beschrieben und von der 'höchsten Vollendung' handelten. Diese Texte ähneln denen der Nyingma.

## Praktiken

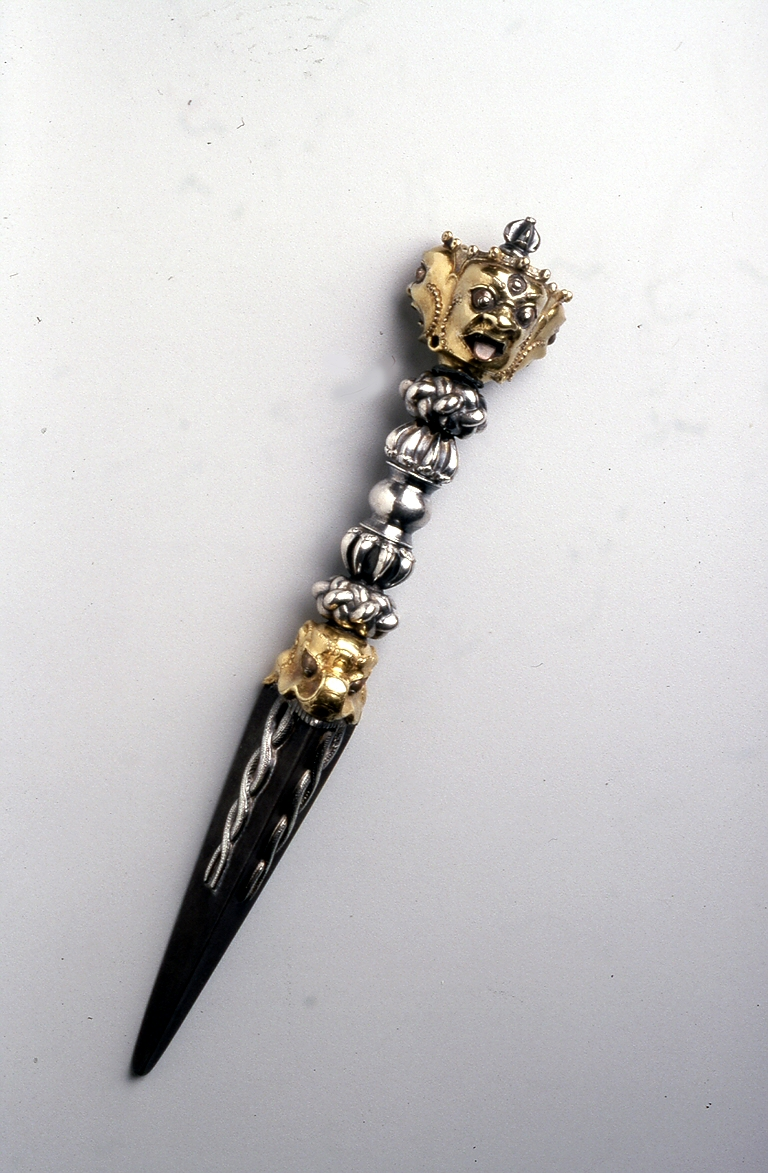
Ritualdolch Phurbu

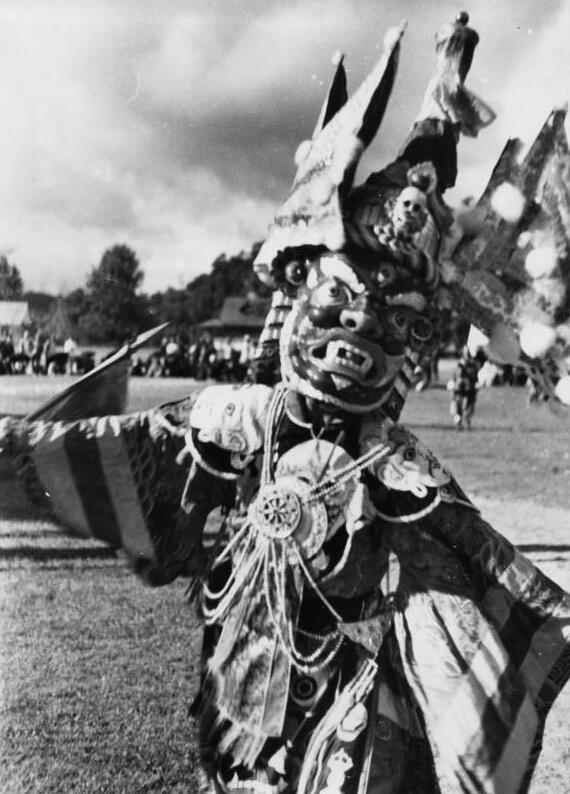
Tibetischer Maskentänzer

Schamanen und Priester, die meist außerhalb der Klöster leben, besänftigen Geister durch Opfergaben, treiben Dämonen aus oder opfern symbolisch Teigfiguren, Zeremonialkuchen, Mehl und Butter. Die Bönpa glauben an Magische Praktiken und Shenrab Miwo selbst habe diese weitergegeben. Dazu gibt es Mysterienspiele mit Maskentänzen, Gesänge und Opfergaben. Die Tänze werden sTag dmar 'Cham, 'der Tanz des roten Tigerdämons', genannt und handeln oft von den alten Berggottheiten Tibets. Die Cham-Tänze wurden vom Buddhismus übernommen. Erforderliche Hilfsmittel für ein Besessenheitsritual sind die Handglocke Gshang und eine Trommel. Die ausschließlich von Bön-Anhängern verwendete Glocke wird mit dem Klöppel nach oben und meist in der rechten Hand  geschüttelt, sie ist auch ein Attribut Shenrab Miwos und mancher Gottheiten.
Ebenfalls vom Buddhismus übernommen wurde der Phurba-Kult. Phurbas, bzw. Phurbus sind magische Dolche zur Dämonenbannung, für den Wetterzauber wie Hagelabwehr oder zur Reinigung. Der Meister Shenrab Miwo wurde stets mit einem großen Phurba in der Hand abgebildet. Der Phurba-Zauberer war auch gefürchtet wegen schwarzer Magie. Der Fluch der wandernden Dolche z. B. sollte dazu dienen, ein Opfer über größere Entfernungen zu vernichten. Dazu wird der Phurba in den Händen gerollt, mit magischen Formeln besprochen und mithilfe des Dolch-Gottes Phurba geschleudert, um das Opfer telekinetisch zu treffen.
Zor-Rituale benutzen magische Waffen, die Zor, um schlechte Einflüsse abzuwehren. Zor sind zumeist aus Teig gemachte kleine Pyramiden, die mit magischen Kräften ausgestattet werden. Schleudert man einen Zor, so setzt er magische Kräfte frei, die den Feind oder das Unheil zerstören sollen.
Fadenkreuze, Mdos, werden als Geisterfallen hergestellt. Sie bestehen aus Fäden, die geometrische Figuren an gekreuzten Holzstäben bilden. Das Herstellen von Fadenkreuzen erfordert ein komplexes Ritual, in dessen Verlauf Gottheiten eingeladen werden, das Fadenkreuz zu beziehen. Fadenkreuze sind häufig über Haustüren angebracht, um das Haus und seine Bewohner zu schützen. Nach einer bestimmten Zeit wird das Fadenkreuz zumeist mit den darin gefangenen Dämonen verbrannt.
Amulette und Talismane werden auch als Schmuck getragen, oft aus Koralle und Türkis oder in silbernen Behältnissen. Diese Glücksbringer, oft auch mehrere, werden in jedem Alter und allen sozialen Schichten getragen,.
Schadenzauber soll von schwarzen Bönpa oder Nagspa (Zauberern) gegen Bezahlung ausgeübt werden, beispielsweise wird das Horn eines Wildyaks rituell mit einer Zeichnung des Opfers und mannigfaltigen unreinen Substanzen gefüllt, mit schwarzem Faden verschlossen und im Fundament der Behausung des Opfers verborgen.

## Mythologie
Die vielfältigen Mythen der Bön behandeln Kosmogonie, Theogonie und Genealogie in verschiedenen Komplexitätsstufen. Viele Erzählungen oder Traktate beschreiben detailliert Zauber und Gerätschaften und beziehen sich häufig auf verschiedene Formen von Exorzismus und Magie.
Wiederkehrende Motive sind die Unterscheidung zwischen dem Wohltuenden und dem Schädlichen, die Paarbildung von Gottheiten oder mythischen Wesen und die Einteilung in gute, böse und ambivalente Gottheiten. Auch heilige Orte wie Grotten und Berge sind ein wiederkehrendes Motiv, letztere entsprechen der Seele des Landes oder Schutzgöttern.
Der wichtigste Berg der Bön ist der Kailash (auch Ti Se), Seele des Landes, Sitz der Himmelsgötter, Mittelpunkt der Welt und wird als riesiger Chörten aus Kristall oder als Palast bzw. als Sitz eines Palastes bestimmter Götter gedacht mit vier Toren, die von Wächtern der Himmelsrichtungen bewacht werden.
Tagzig Olmo Lungring wird als reines Land gedacht, jenseits der unreinen Existenz, indem alle Erleuchtete wiedergeboren werden. Es ist unzerstörbar und von ewigem Frieden und Freude erfüllt. Der Yungdrung-Bön hat hier seinen Ursprung und auch Buddha Shenrab Miwo wurde hier geboren.
In den Schöpfungsmythen des neuen-Bön findet man auch zurvanitische oder shivaitische Einflüsse. Der Ursprung wird als Zustand leerer Möglichkeit gedacht, aus dem das Ur-Ei entsteht, das die Welt hervorbringt oder die Welt wird von einem Urwesen erschaffen.

## Das Pantheon des Bön
In der Bön-Religion ist jede natürliche Erscheinung beseelt, so dass es eine fast unüberschaubare Fülle von Geistern, Göttern, Dämonen und Fabelwesen gibt. Diese Wesen leben an Orten, die in der Kosmologie des Bön benannt werden. Einige von ihnen sind für diese Religion besonders wichtig und überregional verbreitet.

### Der Vogel Khyung
Eine der Hauptschutzgottheiten des Bön ist der mythische Vogel Khyung. Der mächtige Schlangentöter hat einen Stierkopf, der mit der Sonne und den Gewitterwolken verbunden ist, und ähnelt dem indischen Garuda. Einerseits gilt er als Reittier des dämonischen dMu-Königs, andererseits begleitet er den hohen Weltgott Sangs po 'bum khri. Westlich des Kailash ist dem Khyung ein Tal geweiht, in dem den Mythen nach ein Silberschloss gestanden hat. Dieses Silberschloss kommt als heilige Stätte in den meisten Gebeten und Rezitationen des Bön vor.

### Sangs po 'bum khri
Der Gott Sangs po 'bum khri ist eine Himmelsgottheit und gilt als Lenker (Srid pa) des gegenwärtigen Weltzeitalters. Man unterscheidet bei diesem Gott fünf Aspekte des Srid pa: Des Körpers, der Rede, des Verdienstes, der Werke und des Geistes. Der Gott ist weiß und sein Thron wird von einem weißen Khyung mit grünen Flügeln getragen. Er verkörpert Erbarmen, Erlösung und Errettung.
Andere Namen für diesen Gott sind Lha chen sangs po dkar po, weißer reiner großer Geist, oder Bum khri gyal po in Westtibet.

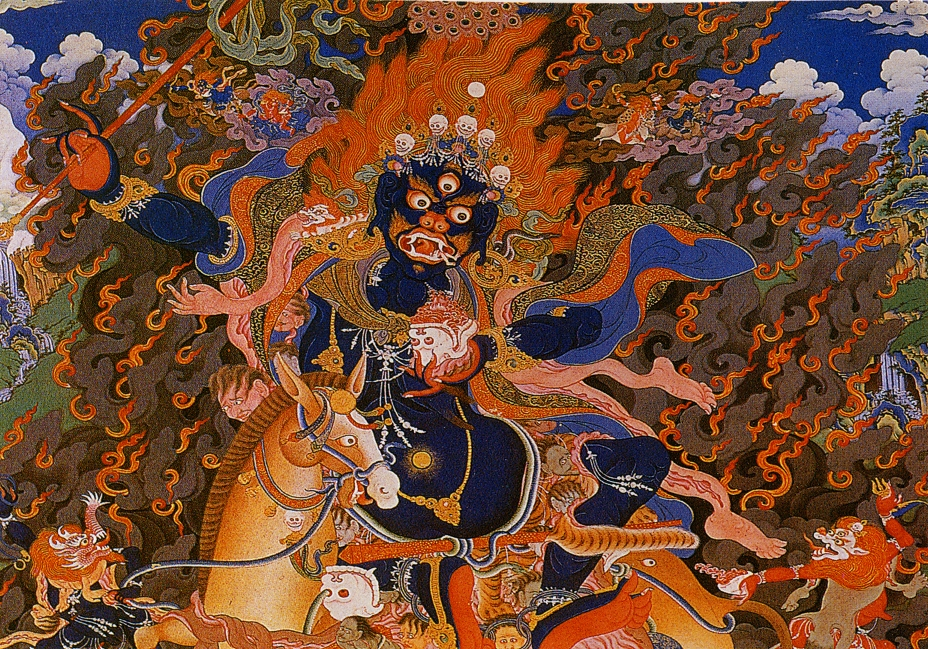
Buddhistisches Bild von Palden Lhamo

### Palden Lhamo
Palden Lhamo wird Im Bön auch Srid (pa'i) rgyalmo genannt und gilt als Beschützerin, als große Mutter und als Symbol der Rhythmen von Leben und Tod.

### Pehar
Pehar oder Pekar ist eine Orakelgottheit, die auch von Buddhisten verehrt wird. Neben der Orakelfunktion hat er noch weitere vielfache Aufgaben, Würden und Pflichten als Beschützer der Lehre, Religionswächter, Vernichter von Feinden, Freund der Heiligen und als Wächtergott über Zhang Zhung. Der buddhistischen Legende nach soll er von Padmasambhava gezwungen worden sein, den Buddhismus zu schützen.

### Lha, bTsan, gNyan
In der Mythologie des Bön gibt es neben den Einzelgöttern auch sehr viele verschiedene Gruppen von Geistwesen, die gutartig oder bösartig sein können. Einige sollen hier angeführt werden:
Lha sind gutartige himmlische Wesen. In jeder Himmelsregion gibt es unterschiedliche Gruppen und sie verkörpern die göttliche Macht mit der die Menschen verbunden sind. Einige Lha leben nicht in himmlischen Regionen, sondern sind z. B. der Gott des Herdes oder der Gott des Innen oder Außen. Die tibetische Hauptstadt Lhasa (Ort der Lha) ist nach den Lha benannt, und der König wurde als Enkel des Lha angesehen.
bTsan sind besonders mächtig und spielen auch im Buddhismus noch eine Rolle. Sie leben zwischen Himmel und Erde, bewohnen aber auch Wälder, Felsen, Gletscher oder Schluchten. Der König der bTsan trägt eine Kriegsrüstung, ein Banner und eine Schlinge. Die bTsan erscheinen als wilde rote Jäger auf roten Pferden. Sie gelten als Beherrscher der unzähligen gNyan. bTsan können den Mythen nach Herzinfarkte und tödliche Krankheiten hervorrufen.
Die gNyan symbolisieren die Mitte und halten sich beispielsweise in Sonne, Mond, den Sternen, in Wolken, Regenbogen, im Wind und in den Felsen auf. Die gNyan sind auch mit den Himmelsrichtungen verbunden. Der Herrscher der gNyan trägt eine Rüstung mit Türkis-Ornamenten, ein Siegesbanner mit einer Gans darauf und hat ein kristallfarbenes Antlitz.

### Kanonkataloge
- Per Kvaerne: The canon of the Tibetan Bonpos. In: Indo-Iranian Journal Nr. 16, 1974, S. 18–56, 96–144.
- Chandra Lokesh u. a.: Catalogue of the Bon-Po Kanjur and Tanjur. In: Indo-Asian Studies Nr. 2, 1965; New Delhi.